# Грюнведель, Альберт
Альбе́рт Грюнве́дель (нем. Albert Grünwedel, 31 июля 1856, Мюнхен — 28 октября 1935, Ленгрис) — немецкий тибетолог, археолог и исследователь Центральной Азии, специалист в области индийского (особенно буддийского) искусства.

## Биография
Альберт Грюнведель родился в Мюнхене в семье художника Карла Грюнведеля в 1856 году. Учился в мюнхенской гимназии Максимилиана. Во время учёбы в Мюнхенском университете (1876—1882) год он изучал историю искусств, археологию, классические языки и ряд языков Азии, включая санскрит, пали, авестийский и тибетский, и в 1883 году получил докторскую степень в университете. В 1881 году он начал работать ассистентом в Этнологическом музее в Берлине и в 1883-м был назначен заместителем директора по этнографической коллекции, в 1904 году назначен главой Азиатской секции данного музея. Грюнведель получил признание за свои многочисленные публикации по буддийскому искусству, археологии Центральной Азии и различным языкам. В частности, получили известность два его труда, «Буддийское искусство в Индии» (нем. Buddhistische Kunst in Indien, 1893) и «Мифология буддизма в Тибете и Монголии» (нем. Mythologie des Buddhismus in Tibet und der Mongolei, 1900), которые касались греческих начал в гандхарском греко-буддийском искусстве и развития последнего в Центральной Азии.
В 1899 году Грюнведелю было предложено присоединиться к русской археологической экспедиции, возглавляемой Василием Радловым и Карлом Залеманом, целью которой был север провинции Синьцзян, Китай. В 1900 году он стал членом-корреспондентом Баварской Академии наук и Восточного отделения Императорского русского археологического общества в Санкт-Петербурге в 1901 году. В 1902—1903 годах Грюнведель возглавил первую немецкую экспедицию в Турфан, Синьцзян. В число его выдающихся открытий входит обнаружение массивных руин около Гаочана. Он описал события, произошедшие во время этой экспедиции, в своей книге «Bericht über archäologische Arbeiten in Idikutschahri und Umgebung im Winter 1902—1903» (1905). Грюнведель сам возглавил третью немецкую экспедицию в Турфан в 1905—1907 годах, результаты которой были опубликованы в «Altbuddhistische Kultstätten in Chinesisch-Turkistan» (1912). Экспедиции Грюнведеля щедро финансировались представителями династии Крупп. Грюнведель присоединился к Генриху Людерсу, внесшему основной вклад в эпиграфический анализ находок этих экспедиций, после того как был взят в Берлинский университет в 1909 году профессором восточных языков.
Грюнведель был одним из первых учёных, занявшихся изучением языка лепча. В 1898 году был выпущен составленный им лепча-английский словарь.
В 1921 году Грюнведель ушел на пенсию и в 1923 году переехал в Баварию, где он провел последние свои годы в Бад-Тёльце, написав ряд научных трудов. Он умер в Ленгрисе в 1935 году.